# برنارد ويلسون (لاعب كرة قدم أمريكية)
برنارد ويلسون (بالإنجليزية: Bernard Wilson)‏ هو لاعب كرة قدم أمريكية أمريكي، ولد في 17 أغسطس 1970 في ناشفيل في الولايات المتحدة.

## وصلات خارجية
- برنارد ويلسون على موقع مرجع كرة القدم المحترفة.كوم (الإنجليزية)